# Шиденко Василь Артемович
Васи́ль Арте́мович Шиде́нко (29 лютого 1920, село Дорогинка, нині Київської області — 17 квітня 1995, Київ) — український мистецтвознавець.

## Біографічні відомості

Вибрані праці Василя Шиденка, 2008 рік

1949 р. закінчив Київський університет. У 1951—1985 рр. був науковим співробітником Києво-Печерського історико-культурного заповідника.
Автор статей про золотарів, іконописців, архітекторів, друкарів, фініфтярів та ін.
2008 р. посмертно опубліковано «Вибрані праці з історії Києво-Печерської лаври» Шиденка. Книга презентує широкому загалу дві раніше неопубліковані роботи мистецтвознавця, присвячені лаврським митцям минулого. Ці роботи, як і багато інших, стали результатом багаторічних архівних досліджень науковця .